# Leonardo Bettisi
Leonardo Bettisi, detto Don Pino (Faenza, ... – notizie dal 1564 al 1589), è stato un ceramista italiano.
Leonardo di Antonio, più noto come “Don Pini de Betisse” (Don Pino) è senza dubbio, nel panorama della ceramica italiana della seconda metà del Cinquecento, una delle figure preminenti dello Stile Compendiario.  Assieme a "Virgiliotto" Calamelli e ai Dalle Palle o Giangrandi ha reso celebri i “bianchi” di Faenza.

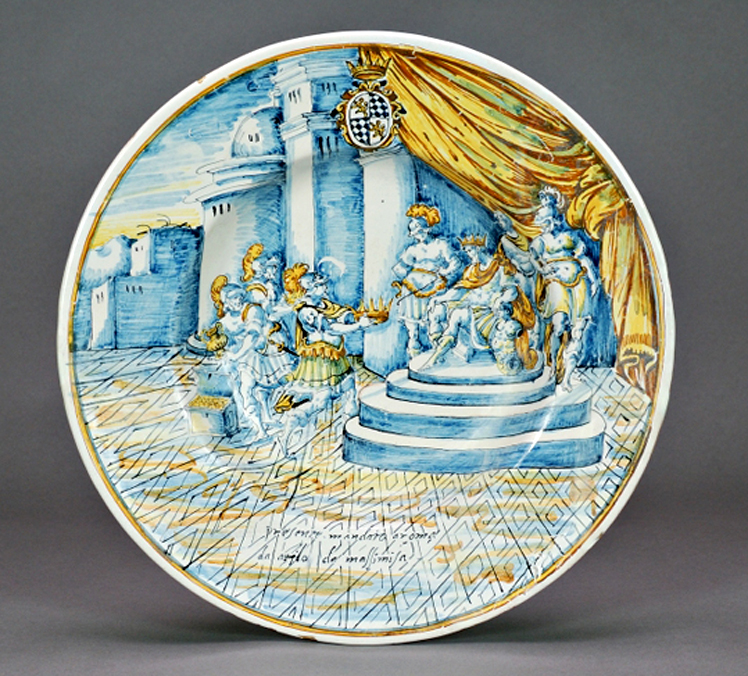
Piatto istoriato. Leonardo Bettisi, Faenza, seconda metà del XVI secolo. Museo internazionale delle ceramiche in Faenza.

## La vita
La prima notizia lo ricorda indirettamente attraverso la moglie Lucia. Il nome paterno risulta chiaramente nel rogito del 26 ottobre 1570 del notaio Giovanni Viarani dell'Archivio Notarile di Faenza.
Per quanto riguarda il soprannome di Leonardo Bettisi, è Gaetano Ballardini che per primo avanza l'ipotesi plausibile, anche se avverte che …perché Leonardo venga detto e si firmi “Don Pino” è cosa che non sappiamo: certo è che nella toponomastica faentina è ancora il nome di dumpina dato ad un podere che potrebbe anche essere stato suo. Egli si firma almeno in tre modi,  a volte in cobalto, la seconda in ocre, omettendo talvolta il segno di soppressione delle lettere terminali N e NO della sua sigla.
Leonardo lavorò nella bottega di "Virgiliotto" Calamelli dove aveva iniziato la sua attività anni prima della scomparsa del famoso maestro maiolicaro. Infatti la gestione della bottega del Calamelli, egli l'aveva avuta in uso almeno dal 1566, come si legge in un documento fatto conoscere dal Ballardini, dell'Archivio del Brefotrofio di Faenza: A di 10 ottobre 1566. Esatte L. 10 per carra doe de pali venduti a Don Pini de Betisse per la moiera di M° Virziliotto orcilare. Successivamente, nel 1570, fu perfezionato il rapporto di affittanza tra la padrona della casa e della fornace, Elisabetta Dalle Palle vedova di Virgiliotto, ed il nuovo gestore della nota bottega maiolicara, Leonardo Bettisi fu Antonio. Del 1570 è anche il documento in cui, risultando ancora credito per maioliche di Fra' Sabba di Castiglione, che era morto il 16 marzo del 1554, Leonardo viene ricordato come “Mastro delle Maioliche”.

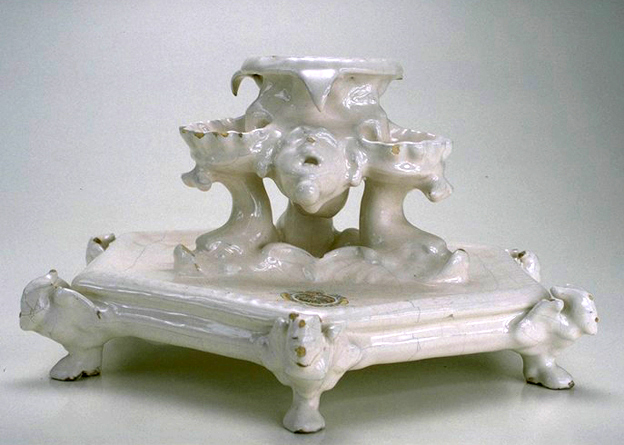
Saliera su base esagonale con applicazioni zoomorfe. Faenza, seconda metà del XVI secolo. Museo internazionale delle ceramiche in Faenza.

 L'oculatezza imprenditoriale sottesa a tutta l'attività di Virgiliotto si riscontrerà anche in Leonardo Bettisi e non solo nel garantire la continuità di un'eccellente produzione maiolicara avvalendosi di validi collaboratori, anche e sopra tutto nel mantenersi estraneo, attraverso scelte iconografiche mirate, alla repressione nei confronti dei maiolicari eretici faentini come accadde allo Stanghi, condannato a morte per eresia nel 1567.

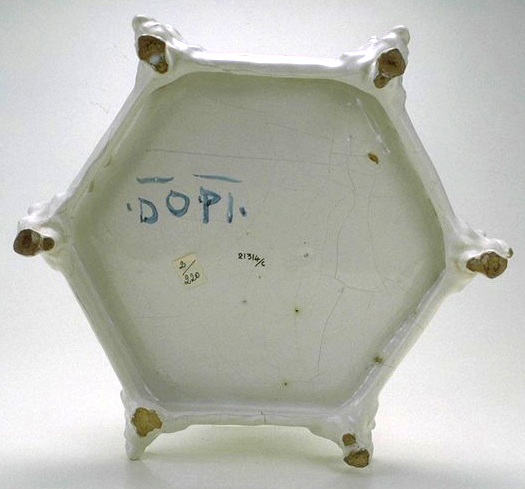
Sotto della saliera con base esagonale. Firmata Do(n) Pi(no), (Leonardo Bettisi). Faenza, Museo internazionale delle ceramiche in Faenza.

 Seconda metà del XVI secolo. Il figlio di Leonardo, Antonio (junior) era attivo collaboratore del padre con mansioni anche di amministratore dei beni comuni. Ad Antonio, infatti, furono indirizzati alcuni mandati di pagamento comunali per i servizi da tavola eseguiti e forniti da Don Pino e regalati dagli Anziani del Comune di Faenza a vari prelati, cardinali, nel 1571, 1578
Probabilmente, dopo la morte del padre Leonardo, collocabile non dopo il 1589, il figlio avrà incontrato qualche difficoltà a mantenere la credibilità sulla qualità artistica della produzione della famosa bottega. Ne è una conferma la lettera che Girolamo Patella, abitante a Faenza, ha inviato il 19 agosto 1582 ad Alfonso Gonzaga, Conte di Novellara, per segnalare la spedizione, da Faenza, di tre quantitativi di maioliche così descritte: Sopra la majolicha di V.S. Ill.ma li è il presente segnio del Sig.re e quela di la iil.ma Sig.ra sua Consorte non li è segnio alchuna, salvo sopra quela di li frati dil Jesus li è il presente segnio IHS. In questa lettera non viene specificato chi sia l'esecutore delle maioliche con stemma o senza, ma nella successiva del 18 luglio 1590, inviata dal Patella al Conte Camillo Gonzaga a Novellara, desideroso di acquistare stoviglie a Faenza, propone di effettuare la trattativa con il primo mastro di Faenza il quale si domanda maestro Anto Betissi e soprannome di Don Pino, il quale è mio parente.
Per convincere definitivamente il conte Gonzaga il Patella fa inviare da Antonio Bettisi, chiamato da lui “mastro” e suo parente, un elenco di stoviglie componenti un servizio da tavola; elogiando ulteriormente Antonio Bettisi fu Leonardo, detto Don Pino (come il padre), fa riferimento alla fornitura fatta dal ceramista al Duca di Baviera, successore di Alberto V, deceduto questi nel 1579: Questo è il primo mastro di Faenza e ne fa a principi e signori et ha ne incassa da 8 casse fate al Ducha di Baviera»
Per dare un ordine cronologico alla bottega Bettisi, è stata ipotizzata una prima fase, quella dell'attività di Leonardo (che risulta già morto nel 1589), in cui la marca era tracciata facendo uso, prevalentemente, dell'azzurro cobalto chiaro, con una freschezza tipicamente compendiaria e con una grafia piuttosto larga; ed una fase successiva, cioè nel periodo di Antonio (Junior) dal 1590 c., in cui sembrerebbe prevalere la marca in ocra o un bruno rossiccio e di grafia più dura e minuta.

## L'opera

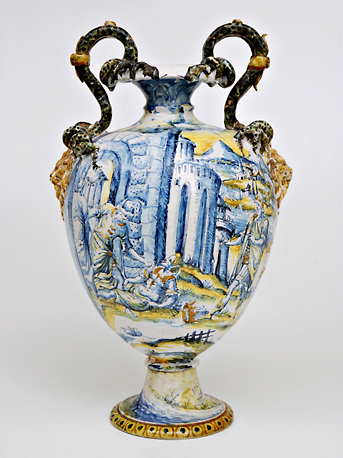
Anfora con una raffigurazione tratta dal Vecchio Testamento: Samuele che trafigge Agag. Faenza, bottega di Leonardo Bettisi, ultimo quarto del XVI secolo. Museo internazionale delle ceramiche in Faenza.

L'opera di "Don Pino" s'intreccerà con quella del più anziano "Virgiliotto", di cui continuerà a dirigerne dopo la morte la bottega, e con i Dalle Palle o Giangrandi, sia nell'orizzonte dei temi iconografici di riferimento sia nel tratto pittorico compendiario. Pur evidenziandosi nelle opere di Bettisi una personale visione pittorico compositiva, rimandiamo alla sezione della voce Virgilio Calamelli per gli approfondimenti legati allo Stile Compendiario e alle fogge dei "bianchi" di Faenza, di cui il Bettisi fu uno dei massimi esponenti.
Merita qui ricordare che il Bettisi non abbandonò i temi istoriati e amò dare corpo alle scene (epiche o di battaglia) generalmente in monocromia turchina, chiaroscurando con rapidi ma intensi tocchi di colore i contorni delle figure, sempre su fondi candidi e aggiungendo spesso su orizzonti e primi piani tocchi gialli o ocra aranciati. In questa abbondante campitura del manufatto caramico il Bettisi si distingue maggiormente dagli altri maestri dello Stile compendiario che prediligeranno piccole scene o singole figure volte raramente ad occupare l'intera superficie della maiolica.
Ne è un bell'esempio l'anfora qui riprodotta con la rappresentazione di Samuele che trafigge Agag dove il Bettisi arriva a coprire l'intera superficie dell'opera con la trama dell'istoria.

## I servizi (credenze) della bottega dei Bettisi, marcati e/o documentati
- 1568 credenza per Francesco I de' Medici;
- 1571 credenza per il Cavalier Girolamo Michelozzi e sua moglie Caterina Alberti;
- 1574 credenza per il cardinale Boncompagni;
- 1575-1588 credenza per il vescovo Annibale Grassi;
- 1576 credenza per il Duca Alberto V di Baviera Wittelsbach
- 1578 credenza per il cardinale Filippo Guastavillani
- 1584 credenza per le nozze di Vincenzo I Gonzaga ed Eleonora de' Medici avvenute il 29 aprile 1584; ultimo quarto del XVI secolo, credenza per Giannangelo Gaudenzio Madruzzo ed Alfonsina Gonzaga di Novellara.
- 1590 credenza (due) per Guglielmo V di Baviera.
- 1590 credenza per Camillo IV Gonzaga conte di Novellara.

La “credenza” per Francesco I de' Medici, del 1568, è fornita da Leonardo Bettisi, detto “Don Pino”, come si legge nel documentario fatto conoscere a suo tempo dal Guasti e ripreso in seguito dal Ballardini e dallo Zauli Naldi sulle pagine della rivista “Faenza”. Tra i pezzi della credenza medicea rientrano una crespina, o come la descrive il documento una tazza di frutta, ed una saliera del tipo che negli inventari veniva detta "caprone", già collezione di Galeazzo Cora, oggi nelle raccolte del museo Faentino: opere caricate tutte dello stemma mediceo del “Serenissimo Principe” di Toscana e per lo più contrassegnate dalla marca del Bettisi. Ma oltre alla credenza ora detta, Spallanzani ci ricorda che molti altri pezzi di maiolica, sempre faentina, (prevalentemente “bianchi”) vennero successivamente acquistati da Francesco, oramai Granduca di Toscana, e dal fratello Ferdinando, cardinale a Roma. Gli inventari compilati alla morte di Francesco I ricordano, seppur in forma molto ridotta, alcune centinaia di esemplari, mentre il sintetico elenco del 1588, concernente gli oggetti custoditi nel Casino di San Marco passati in eredità a don Antonio de' Medici, menziona più di tremila maioliche faentine.